# Cinemascomics
Cinemascomics es una web de cine, especializada en adaptaciones de cómics a la gran pantalla, ciencia ficción, cine fantástico, animación, cómics, series y videojuegos.
Publica tráileres de películas; pósteres; primeras imágenes; noticias de cine; Making of y concept art del trabajo de producción y rodaje de películas; entrevistas a directores e intérpretes de cine, ilustradores y artistas; concursos de merchan de películas, DVD y Blu-ray's y cómics; críticas de las películas en la cartelera de cine y la ficha de las películas de los estrenos de la semana.
Ha colaborado con festivales de cine como, Festival internacional de Cine Fantástico de Sitges, Animayo, Nocturna, FANT Bilbao, Festival de Cine de Zaragoza (llevando sus RSS y como parte del jurado en la categoría de cortometrajes de Animación),  Festival de cine y medioambiente de Zaragoza (Ecozine) y en la organización de la Muestra de cine fantástico de Zaragoza.

## Características principales
La web publica a modo de diario, toda la actualidad en cuanto a noticias de cine, siempre enfocados en películas basadas en cómics, Marvel, DC' Comics, y demás editoriales, así como películas de ciencia ficción, cine de animación, cine fantástico y terror. Cuentan también con secciones de cómics, series y videojuegos. También publican tráileres, making of, reseñas y entrevistas a directores de cine, actores, guionista, y artistas del mundo del cine, cómics, series y videojuego.

## Historia
El 9 de marzo de 2009 abre el sitio cinemascomics.
En 2010 obtuvo el premio a mejor blog de cine y televisión en los premios 20 blogs que organiza el diario español 20 minutos.
En 2012 es elegido uno de los 5 blogs finalistas a mejor blog de cine en los premios organizados por la revista Scifiworld, y organiza la I edición del concurso nacional de guiones cuyo premio es codirigir un corto con un director de dice, ese año cuenta con la colaboración del cineasta Paco Cabezas y diversas entidades como Fundación CPA, VEUT, Hotel Trip, Europa Active Club viajes y Festival de cine de Zaragoza.
2013 convoca la II edición del concurso nacional de guiones, con la colaboración de José Luis Alemán
2014 convoca la II edición del concurso nacional de guiones, con la colaboración de Miguel Ángel Lamata y lanza el primer número de la Cinemascomics: La revista  en español de la que llegan a lanzar 16 números.